# 梓潼文昌帝君庙
梓潼文昌帝君庙，位于中国甘肃省宕昌，奉祀梓潼文昌帝君，为一个省级文物保护单位，类型为古建筑。
梓潼文昌帝君庙的历史年代为明、清。